# Pentzia globosa
Pentzia globosa là một loài thực vật có hoa trong họ Cúc. Loài này được Less. mô tả khoa học đầu tiên.